# Lightyear (film)
Lightyear is een Amerikaanse computergeanimeerde film uit 2022, geproduceerd door Pixar Animation Studios en Walt Disney Pictures, de film is een spin-off op de Toy Story franchise waarin actiefiguur van Buzz Lightyear een hoofdrol speelt.

## Verhaal
De film volgt de legendarische Space Ranger genaamd Buzz Lightyear, nadat hij is gestrand op een vijandige planeet op 4,2 miljoen lichtjaar van de aarde moet hij samen met zijn commandant en hun bemanning een weg terug naar huis proberen te vinden door ruimte en tijd, zo wordt hij vergezeld door een groep ambitieuze rekruten en zijn charmante robotkat, Sox. De zaken compliceren en de missie bedreigen is de komst van Zurg, een imposante aanwezigheid met een leger meedogenloze robots en een mysterieuze agenda.

## Stemverdeling
| Personage               | Engelse stem        | Nederlandse stem     | Vlaamse stem      |
| ----------------------- | ------------------- | -------------------- | ----------------- |
| Buzz Lightyear          | Chris Evans         | Matteo van der Grijn | Louis Talpe       |
| Izzy Hawthorne          | Keke Palmer         | Evita Mac-nack       | Jennifer Heylen   |
| SOX / Oude SOX          | Peter Sohn          | Ronald Goedemondt    | Michiel De Meyer  |
| Mo Morrison             | Taika Waititi       | Willie Wartaal       | Yemi Oduwale      |
| Darby Steel             | Dale Soules         | Marjolijn Touw       | Barbara Sarafian  |
| Zurg / Oude Buzz        | James Brolin        | Mark Rietman         | Daan Hugaert      |
| Alisha Hawthorne        | Uzo Aduba           | Peggy Sandaal        | Truus Druyts      |
| I.V.A.N.                | Mary McDonald-Lewis | Nienke van Dijk      | Fleur Brusselmans |
| Commandant Burnside     | Isiah Whitlock Jr.  | Franklin Brown       | Marc Peeters      |
| ERIC / DERICK & Zyclops | Angus MacLane       | Jelle Amersfoort     | Lieven Scheire    |
| Featheringhamstan       | Bill Hader          | Ricardo Blei         | Leendert de Vis   |
| Sergeant Díaz           | Efren Ramirez       | Kelvin Allison       | Dimitri Verhoeven |
| Jonge Izzy              | Keira Hairston      | Julia Wolda          | Hanne Smet        |

De overige stemmen worden in de originele versie ingesproken door Tony Anselmo.
 De Nederlandse regie werd gedaan door Hilde de Mildt, en de vertaling door Hanneke van Bogget. De overige stemmen in de Nederlandse versie zijn ingesproken door Dennis Breedveld, Milan van Weelden, Fauve Geerling, Renée van Wegberg, Gaia Aikman, Riomi Tindal, Roel Dirvin.
 De Vlaamse regie werd gedaan door Karina Mertens, en de vertaling door Griet de Wolf. De overige stemmen in de Vlaamse versie zijn ingesproken door Dimitri Verhoeven, Marjan de Gendt, Julie Daems, Pieter Jan de Paepe, Karina Mertens en Sabine Hagedoren.

## Productie

### Ontwikkeling
De ontwikkeling van Lightyear begon na de voltooiing van het werk aan de film uit 2016 Finding Dory. In december 2020 werd Lightyear officieel aangekondigd tijdens een investeerdersbijeenkomst van Disney. Voor de productie werd een voormalige Industrial Light & Magic-medewerker ingehuurd om een modelruimteschip te bouwen dat het VFX-animatiepersoneel zou kunnen inspireren. Het productiebudget (exclusief marketing) was $ 200 miljoen.

### Achtergrond
Lightyear werd op 17 juni 2022 in de bioscoop in de Verenigde Staten uitgebracht door Walt Disney Studios Motion Pictures , in RealD 3D-, Dolby Cinema- en IMAX -formaten. Het is de eerste bioscooprelease voor Pixar in twee jaar sinds Soul, Luca en Turning Red direct-to-streaming releases op Disney+ kregen toegewezen als reactie op de COVID-19-pandemie.